# Inkishush
Inkishush o Inkicuc fue un rey de Sumer de la dinastía guti, que gobernó entre ca. 2135 a. C. y 2129  a. C. (cronología corta). Es el primer gobernante guti mencionado en la Lista Real Sumeria.